# بحيرة كاريرا العامة

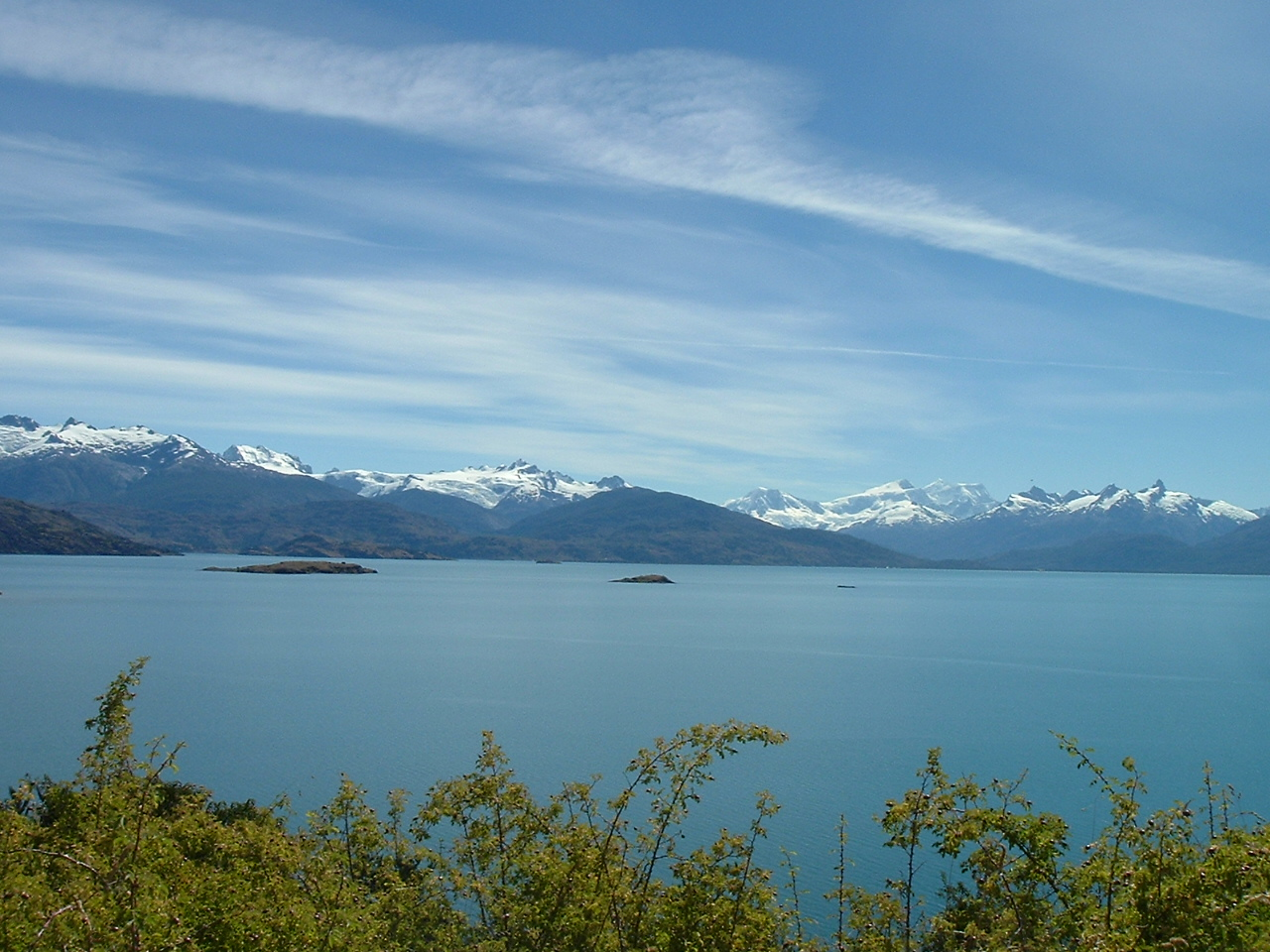

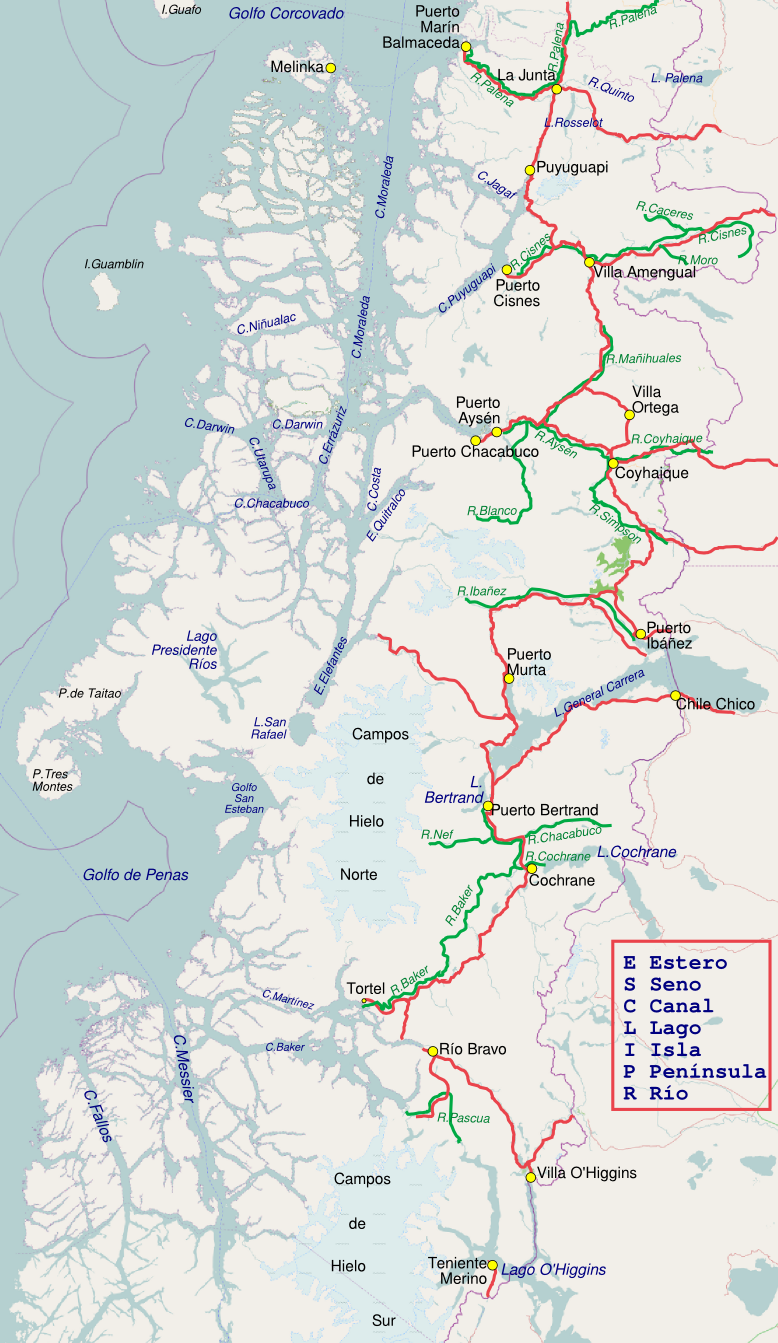

بحيرة كاريرا العامة (الجانب الشيلي، أعيدت تسميتها رسميًا في عام 1959)  أو «بحيرة بوينس آيرس» (الجانب الأرجنتيني) هي بحيرة تقع في باتاغونيا وتشترك فيها الأرجنتين وشيلي. كلا الاسمين مقبول دوليا.
البحيرة من أصل جليدي وتحيط بها سلسلة جبال الأنديز. البحيرة تستنزف إلى المحيط الهادئ في الغرب عبر نهر بيكر.
يكون الطقس في هذه المنطقة من تشيلي والأرجنتين باردًا ورطبًا بشكل عام. ولكن البحيرة نفسها لديها مناخ مشمس، نمط من الطقس يتمتع به عدد قليل من المستوطنات على طول البحيرة، مثل بويرتو جوادال، فاشينال، مالين غراندي، بويرتو مورتا، بويرتو ريو ترانكويلو، بويرتو سانشيز، بويرتو إنجنيو إيبانيز وشيلي تشيكو في شيلي، ولوس أنتيغوس وبيريتو مورينو في الأرجنتين.
كانت المنطقة القريبة من ساحل البحيرة مأهولة لأول مرة من قبل الكريول والمهاجرين الأوروبيين بين 1900 و 1925. وفي عامي 1971 و 1991، أثرت ثورات بركان هدسون تأثيرا شديدا على الاقتصاد المحلي، ولا سيما اقتصاد تربية الأغنام. تعمل عبارة سيارة بين بويرتو إنجينيرو إيبانيز وشيلي شيكو في القطاع التشيلي من البحيرة. وتعرف البحيرة بأنها وجهة لصيد سمك السلمون وسمك السلمون.

## المنطقة
تبلغ مساحة البحيرة 1850 كيلومتراً مربعاً (710 ميل مربع)، منها 970 كيلومتر مربع (370 ميل مربع) في منطقة تشيلي آيسين ديل جنرال كارلوس إيبانيز ديل كامبو، و 880 كيلومتر مربع (340 ميل مربع) في الأرجنتيني سانتا كروز مقاطعة، مما يجعلها أكبر بحيرة في تشيلي، ورابع أكبر في الأرجنتين. في حوضها الغربي، يبلغ عمق البحيرة العامة كاريرا 586 م (1923 قدمًا) كحد أقصى.

## الجيولوجيا
من المحتمل أن تكونت البحيرة من خلال حركات تكتونية، لكن شكل اليوم يدين أيضًا بالتآكل الجليدي السابق. عصر الاكتئاب في البحيرة غير معروف ولكنه بالتأكيد لم يكن موجودًا قبل 10 ملايين عام، وربما أقل من 4 ملايين عام. هناك بعض التكهنات حول ما إذا كانت التكتونية وتدفق الحرارة القشري في منطقة البحيرة يتأثران بالنافذة الكهربية الموجودة أسفل القشرة في هذه المنطقة من باتاغونيا.
تعد كهوف ماربل وكنيسة ماربل وكاتدرائية ماربل تشكيلات جيولوجية غير عادية تقع في وسط البحيرة. وهي تمثل مجموعة من الكهوف والأعمدة والأنفاق المشكلة في أحجار من الرخام. تشكلت الكهوف الرخامية من خلال موجة الأمواج على مدى 6200 سنة الماضية.

## معرض

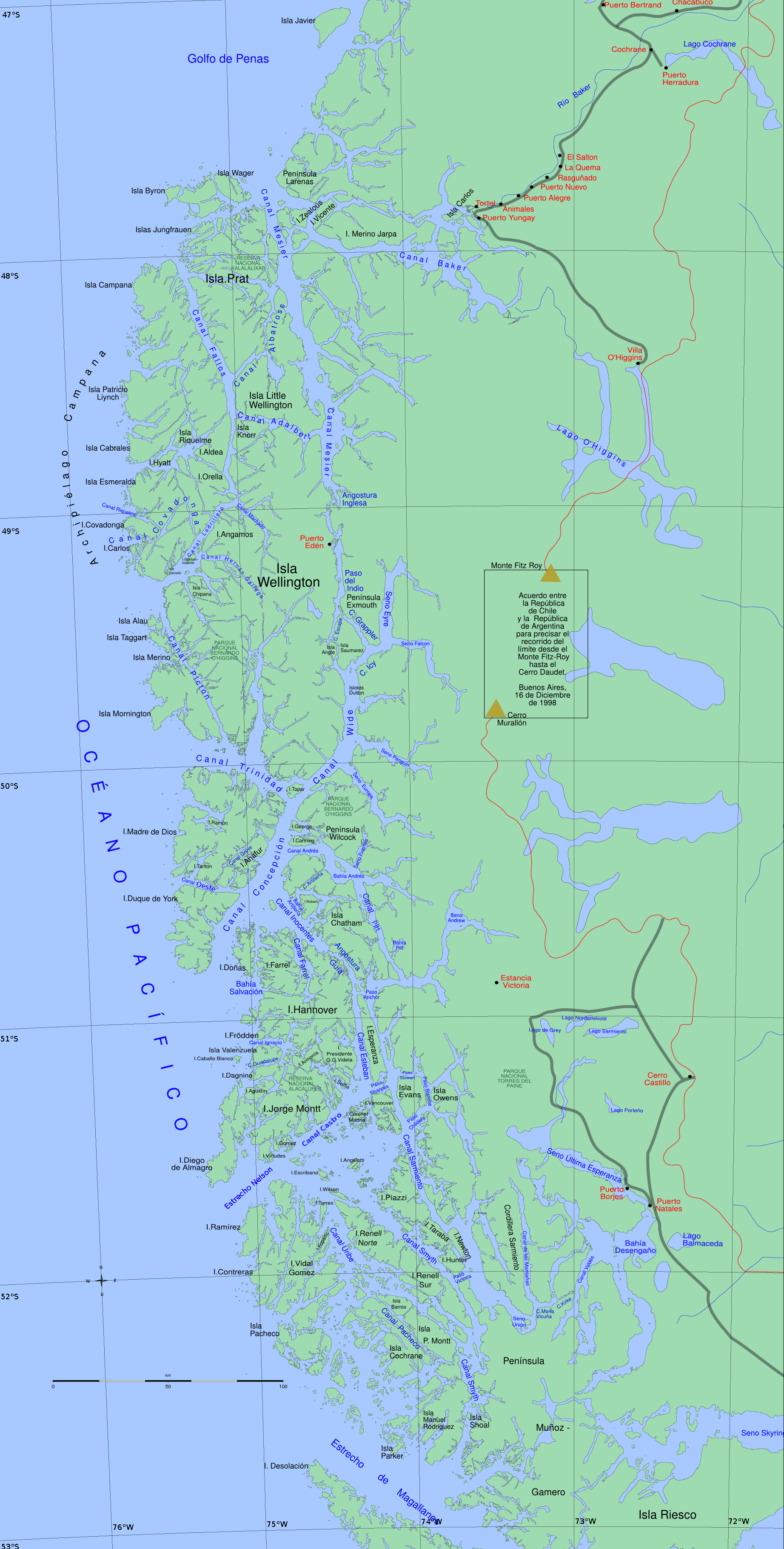

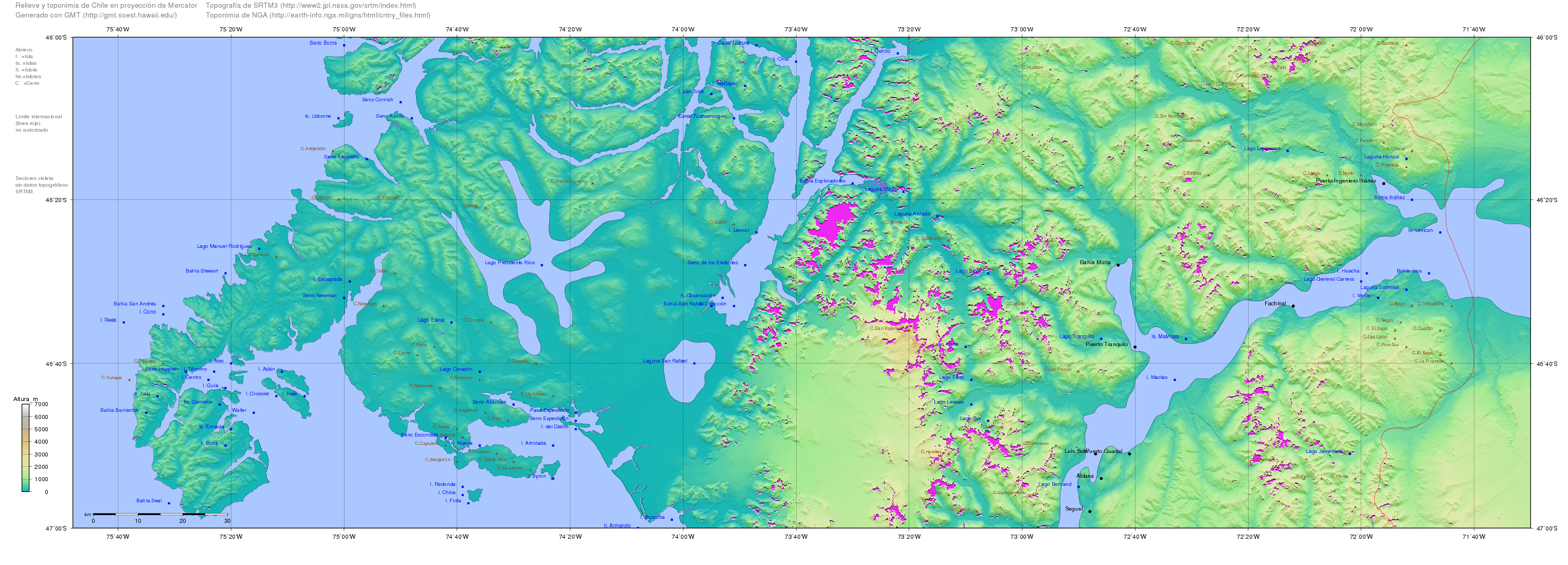

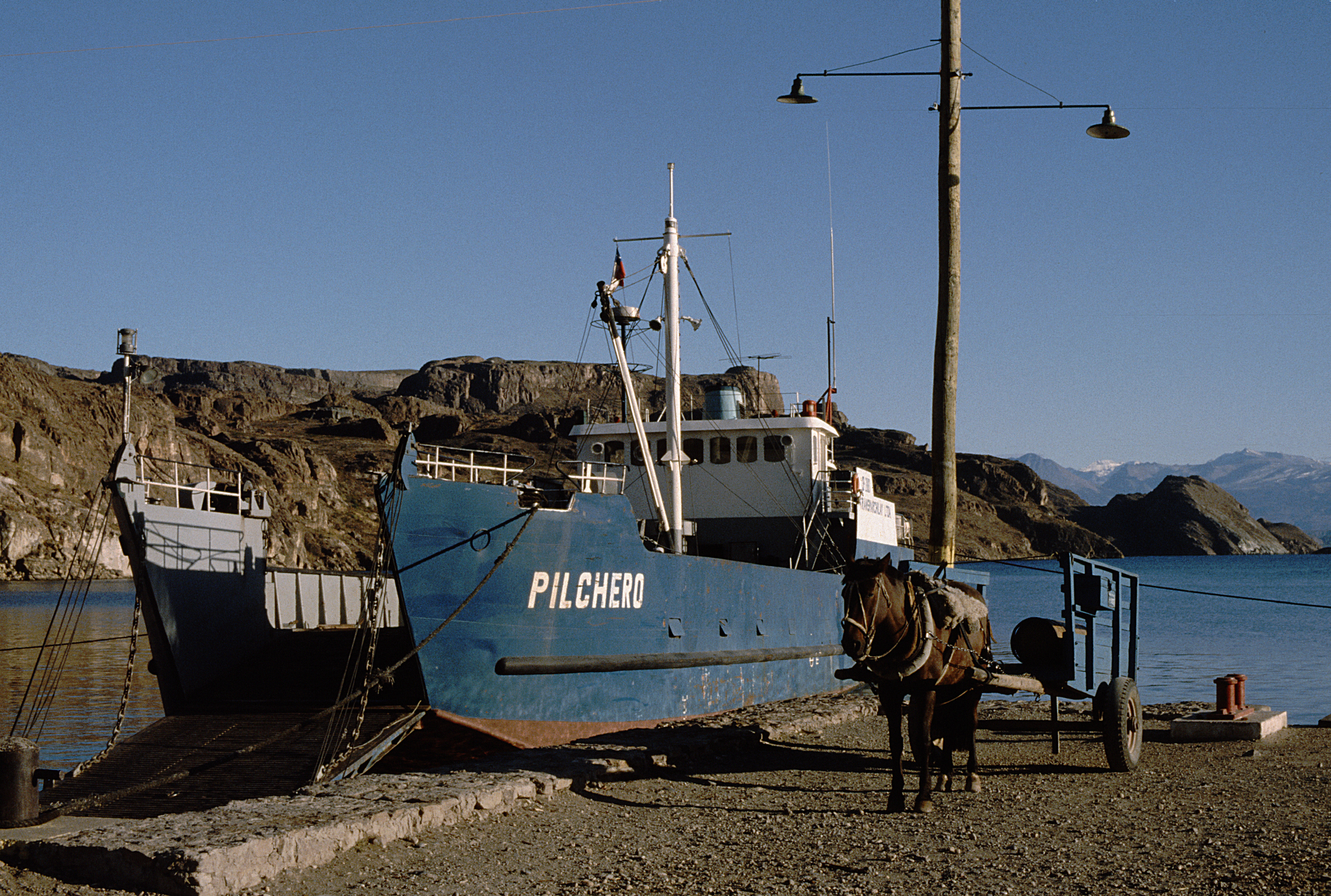

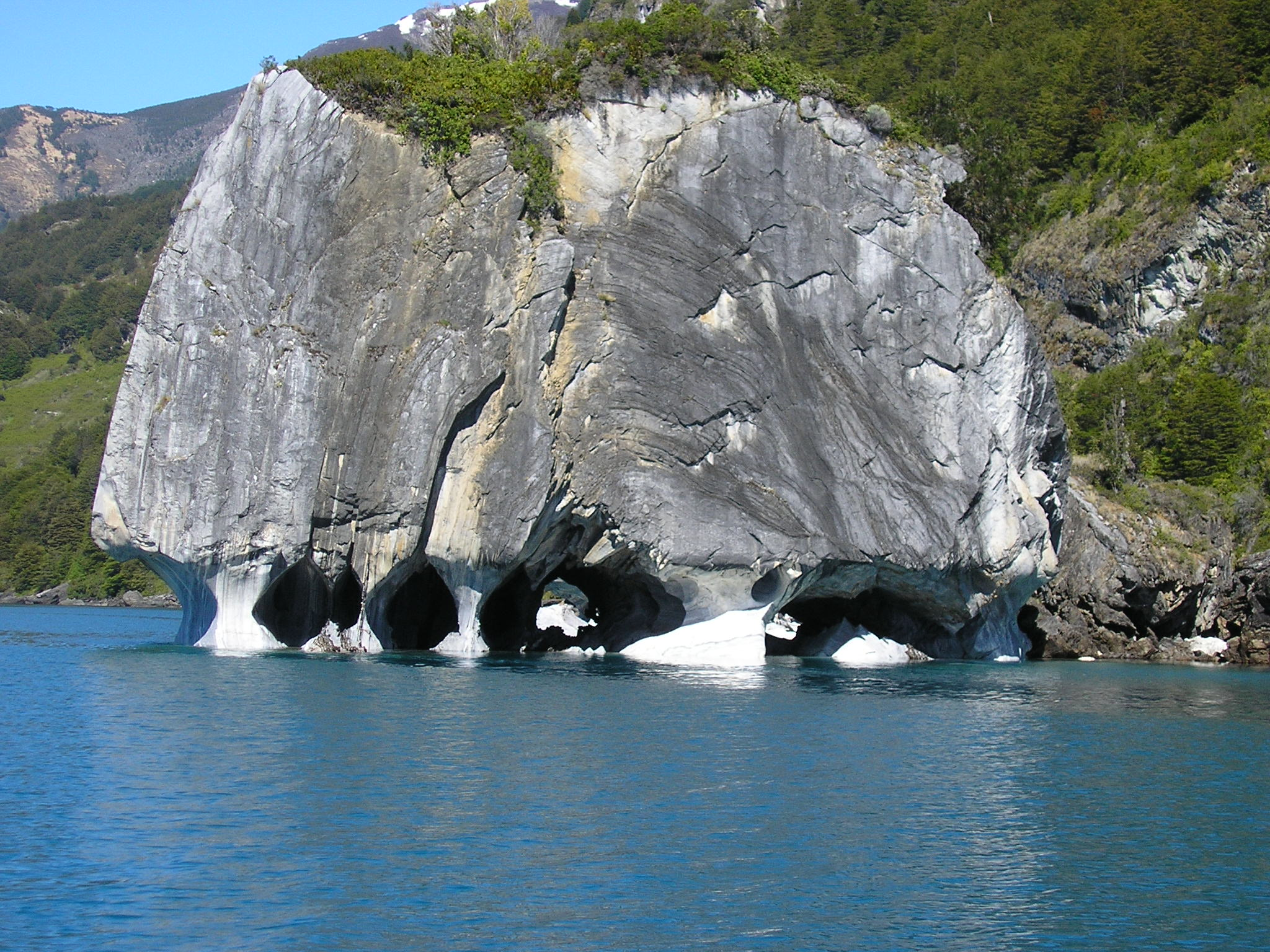